# Corea del Sud ai Giochi della XVII Olimpiade
La Corea del Sud partecipò ai Giochi della XVII Olimpiade che si sono svolti a Roma dal 25 agosto all'11 settembre 1960, con una delegazione di 35 atleti impegnati in nove discipline per un totale di 38 competizioni.
Fu la quarta partecipazione di questo paese ai Giochi olimpici. Non furono conquistate medaglie.